# Anaspis graeca
Anaspis graeca es una especie de coleóptero de la familia Scraptiidae.

## Distribución geográfica
Habita en Bulgaria y Grecia.